# 横澤一彦
横澤 一彦（よこさわ かずひこ、1956年9月6日 - ）は、日本の心理学者、日本国際学園大学卓越教授、東京大学名誉教授、一般社団法人共感覚研究所所長・代表理事、工学博士（東京工業大学）、認定心理士。認知心理学、認知科学を専門とする。

## 学歴
- 1975年3月　神奈川県立希望ヶ丘高等学校卒業
- 1979年3月　東京工業大学工学部情報工学科卒業
- 1981年3月　東京工業大学大学院総合理工学研究科電子システム専攻 修士課程修了
- 1990年9月　工学博士 取得（東京工業大学）

## 職歴
- 1981年4月　日本電信電話公社（現NTT）入社（武蔵野電気通信研究所基礎研究部）
- 1986年9月　ATR 視聴覚機構研究所（出向）（－1990年2月）
- 1990年2月　NTT基礎研究所　復帰
- 1991年1月　東京大学生産技術研究所　客員助教授（－1992年12月）
- 1993年1月　NTT基礎研究所　復帰
- 1995年6月　米国　南カリフォルニア大学　客員研究員（－1996年6月）
- 1996年6月　NTT基礎研究所　復帰　主幹研究員
- 1998年10月　東京大学　大学院人文社会系研究科　助教授
- 2006年4月　東京大学　大学院人文社会系研究科　教授
- 2009年12月　米国　カリフォルニア大学バークレイ校　客員研究員（－2010年3月）
- 2010年4月　東京大学　大学院人文社会系研究科　心理学研究室主任（－2018年3月）
- 2010年4月　東京大学　文学部　行動文化学科長（－2011年３月）
- 2010年4月　総務省　「脳とICTに関する懇談会」委員（－2011年1月）
- 2013年4月　東京大学　大学院人文社会系研究科　基礎文化研究専攻長（－2014年3月）
- 2013年4月　日本学術振興会　学術システム研究センター　専門研究員（－2017年3月）
- 2014年4月　東京大学　文学部　行動文化学科長（－2015年3月）
- 2017年4月　東京大学　文学部　行動文化学科長（－2018年3月）
- 2018年4月　東京大学　大学院人文社会系研究科　基礎文化研究専攻長（－2019年３月）
- 2020年4月　東京大学　文学部　行動文化学科長（－2021年3月）
- 2021年6月　一般社団法人　共感覚研究所　所長・代表理事（兼務）
- 2022年3月　東京大学　定年退職
- 2022年4月　筑波学院大学　経営情報学部　教授
- 2022年4月　科学技術振興機構　ムーンショット型研究開発事業　目標９　アドバイザー
- 2022年6月　東京大学　名誉教授
- 2024年4月　日本国際学園大学　経営情報学部　教授
- 2025年4月　日本国際学園大学　経営情報学部　卓越教授

## 受賞
- 日本認知科学会　優秀論文賞（1995年）
- 日本心理学会　研究奨励賞（2001年）
- 日本認知科学会　奨励論文賞（2004年）
- 日本基礎心理学会　優秀論文賞（2008年）
- 日本基礎心理学会　優秀論文賞（2012年）
- 日本認知科学会　フェロー（2017年）
- 日本心理学会　優秀論文賞（2019年）
- 日本バーチャルリアリティ学会　論文賞（2023年）
- 日本認知心理学会　独創賞（2024年）

## 著作

### 単著
- 『視覚科学』勁草書房 2010年
- 『つじつまを合わせたがる脳』岩波書店 2017年
- 『感じる認知科学』新曜社 2021年

### 訳著
- 『マインドワンダリング　さまよう心が育む創造性』勁草書房 2023年

### 編著
- 『注意 　選択と統合』勁草書房 2015年
- 『オブジェクト認知　統合された表象と理解』勁草書房 2016年
- 『美感 　感と知の統合』勁草書房 2018年
- 『身体と空間の表象　行動への統合』勁草書房 2020年
- 『共感覚　統合の多様性』勁草書房 2020年
- 『心をとらえるフレームワークの展開』東京大学出版会 2022年
- 『感覚融合認知　多感覚統合による理解』勁草書房 2023年

### 分担執筆
- 『視覚情報処理ハンドブック』朝倉書店 2000年
- 『脳科学大事典』朝倉書店 2000年
- 『認知科学辞典』共立出版 2002年
- 『脳神経科学』三輪書店 2003年
- 『眼の事典』朝倉書店 2003年
- 『心理学研究法』有斐閣 2004年
- 『認知心理学概論』日本放送出版協会 2006年
- 『感覚・知覚ハンドブックPart 2』誠信書房 2007年
- 『心理学の謎を解く　－初めての心理学講義－』医学出版 2008年
- 『最新心理学事典』平凡社 2013年
- 『トコトンやさしいVRの本』日刊工業新聞 2019年
- 『人物で読む心理学事典』有斐閣 2024年
- 『感覚・知覚ハンドブック（第三版）』誠信書房 2025年

## 論文
Google Scholar
CiNii

## 学会
- Psychonomic Society Fellow
- Vision Sciences Society Member
- 日本心理学会　元理事
- 認知神経科学会　評議員　元副理事長 (2023.1-2025.3) 元編集委員長　元理事
- 日本認知科学会　会長 (2011.1-2012.12)
- 「注意と認知」研究会　代表